# Piotr Zielke
Piotr Zielke (ur. 6 lipca 1962) – polski lekkoatleta, skoczek wzwyż, medalista mistrzostw Polski.

## Kariera sportowa
Był zawodnikiem Lechii Gdańsk.
Na mistrzostwach Polski seniorów na otwartym stadionie zdobył jeden brązowy medal w skoku wzwyż: w 1987. 
Skok wzwyż uprawiał także jego brat, Dariusz Zielke.
Rekord życiowy w skoku wzwyż: 2,22 (8.08.1987).